# نوید رحمان
نوید رحمان (انگلیسی: Navid Rahman؛ زادهٔ ۲۶ مهٔ ۱۹۹۶) بازیکن فوتبال متولد آلمان اهل پاکستان-کانادا است.
وی همچنین در تیم ملی فوتبال پاکستان بازی کرده است.